# Paul Carrack
Paul Melvyn Carrack (ur. 22 kwietnia 1951 w Sheffield w Anglii) – brytyjski piosenkarz i gitarzysta.
Paul Carrack rozpoczął swą muzyczną drogę w zespole psychodelicznego rocka Warm Dust. W latach 1972–1977 był członkiem zespołu Ace (największy przebój zespołu – „How Long” – był autorstwa Carracka). Do 1980 roku współpracował z muzykiem country Frankiem Millerem. W latach 1980–1981 współpracował krótko z zespołami Roxy Music i Squeeze. 
Rok 1980 to również początek solowej kariery Carracka (wydanie pierwszej solowej płyty). 
W 1985 roku zaczęła się współpraca Carracka z Mikiem Rutherfordem w ramach projektu Mike and the Mechanics. Nagrania Mechaników „Silent Running (On Dangerous Ground)” i „The Living Years” – osiągnęły wysokie notowania na liście przebojów po obu stronach Atlantyku (pierwsza dziesiątka). Carrack kontynuuje nadal karierę solową i współpracuje z Mikiem Rutherfordem w studyjnych nagraniach „Mechaników”.
W 1990 roku wystąpił w Berlinie jako wokalista na koncercie opartym na płycie The Wall grupy Pink Floyd. Wykonał utwór Hey You.

## Dyskografia
- Nightbird (1980)
- Suburban Woodo (1982)
- Groove Aproved (1989)
- One Good Reason (1987)
- Blue Views (1997)
- Beautiful World (1999)
- Groovin (2002)
- Satisfy My Soul (2003)
- It Ain't Over (2004)
- Live At The Opera House (2004)
- Live in Liverpool (2005)
- Old, New, Borrowed And Blue (2007)
- I Know That Name (Ultimate Version) 2010
- A Different Hat (2010)
- Good Feeling (2012)
- Rain or Shine (2013)
- Soul Shadows (2016)
- These Days (2018)
- Another Side of Paul Carrack (2020)
- One on One (2021)
- Don`t Wait Too Long (2023)[2]